# Арнела Шабанович
Арнела Шабанович (нар. 16 червня 1991 року, Зениця) — спортсменка, боснійсько-герцеговинський футбольний воротар, виступає за SFK 2000 в Сараєво, один з найбільш успішних клубів в національній прем'єр-лізі. Член жіночої збірної Боснії та Герцеговини з футболу.

## Біографія
Арнела Шабанович народилась 16 червня 1991 року в родині футболіста в боснійському місті Зениця, в центральній частині Боснії і Герцеговини на річці Босна. Її батько був воротарем і захищав кольори клубу під час навчання на Брачі. Він мав великий вплив на виховання дівчини і її спортивну діяльність. Арнела Шабанович живе в Зеніці.

## Кар'єра
Арнела Шабанович є членкинею Жіночої національної футбольної збірної БіГ з 2013 року. Також вона виступала за ФК Челік із Зениці, ФК «Младость» з Невіч-Поля.
З липня 2017 року Арнела Шабанович виступає воротаркою у боснійському жіночому прем'єр-клубі SFK 2000, з яким вона зіграла у першому турі Жіночої Ліги чемпіонів УЄФА  , що проводиться між європейськими жіночими командами, які найкраще виступили в національних чемпіонатах попереднього сезону.